# Rio Baboia
O Rio Baboia é um rio da Romênia afluente do rio Desnăţui, localizado no distrito de Dolj.